# كردوس (قرية)
قرية كردوس هي إحدى القرى التابعة لمركز صدفا في محافظة أسيوط في جمهورية مصر العربية. حسب إحصاءات سنة 2006، بلغ إجمالي السكان في كردوس 8268 نسمة، منهم 4389 رجل و3879 امرأة.